# Туигг, Джорджи
Джорджина Туигг (англ. Georgina Twigg; род. 21 ноября 1990 года в Линкольне, Линкольншир) — британская хоккеистка на траве, полузащитница. В составе сборной Великобритании — чемпион летних Олимпийских игр 2016 года, бронзовый призёр летних Олимпийских игр 2012 года, бронзовый призёр чемпионата мира 2010 года и серебряный призёр Трофея чемпионов-2012. На международных турнирах представляет Англию, в её составе — бронзовый призёр Трофея чемпионов-2010, чемпионка Европы 2015 года.

## Спортивная карьера
Джорджина представляла в чемпионате Англии команды «Сёрбитон», «Клифтон», «Линкольн» и «Кэннок», а также играла за Бристольский университет. За сборную Англии дебютировала в 2010 году, но в том же году гораздо раньше дебютировала и в матче за сборную Великобритании.
В составе сборной Великобритании — бронзовый призёр Олимпийских игр 2012 года и чемпионка Олимпийских игр 2016 года. В составе сборной Англии — дважды призёр Игр Содружества 2010 и 2014 годов, бронзовый призёр чемпионата мира 2010 года, а также чемпионка Европы 2015 года. Выигрывала серебряные медали Трофея чемпионов в 2012 году за сборную Великобритании и бронзовые в 2010 году за сборную Англии.

## Личная жизнь
Джорджина училась в школе Рептон, в 2008 году поступила в Бристольский университет на факультет права и, будучи студенткой, выступала за команду университета. По случаю бронзовой медали на Олимпиаде в Лондоне фанаты раскрасили почтовый ящик Джорджины в бронзовый цвет, но затем служба Королевской почты отмыла краску.